# Colonia marina Luigi Pierazzi
La colonia marina Luigi Pierazzi è un edificio di Follonica, situato sulla spiaggia che si estende lungo la pineta di Levante. Venne costruita in base al progetto di Ernesto Ganelli e inaugurata il 19 luglio 1931.

## Storia
Nel 1929 la Federazione fascista decise la costruzione di una colonia permanente. A tal fine, si istituì un consorzio formato dai comuni di Follonica, Gavorrano, Massa Marittima, Civitella Paganico, Montieri, Roccastrada e Campagnatico. Il progetto fu affidato all'ingegnere grossetano Ernesto Ganelli. I lavori ebbero inizio nella primavera del 1930 sotto la direzione dello stesso Ganelli e di Angelo Maestrini, per concludersi dopo solo un anno. La gestione e l'amministrazione del bene, una volta sciolto il consorzio tra i comuni, furono affidate al Consorzio antitubercolare di Grosseto di cui era presidente Tullio Gaggioli, all'epoca anche preside della provincia.
Il progetto edilizio prevedeva un fabbricato di 1 500 mq, situato in «un tratto della spiaggia di levante [...] a non meno di 50 m dall'ultima baracca esistente, in modo che la fronte dell'edificio risulti a non meno di 50 m di distanza dal battente del mare e che più precisamente la colonia sia posta nel ciglio elevato della pineta».
L'edificio fu inaugurato il 19 luglio 1931 e si componeva dei seguenti locali: un refettorio, un salone, due dormitori con 90 posti letto (nel periodo estivo la sala e il refettorio venivano adibiti a dormitorio, aumentando i posti a ben 450), due terrazze, una veranda, la direzione, un'aula, una stanza adibita a cappella, un guardaroba, un ambulatorio, due infermerie, una stanza d'isolamento, le docce, cinque stanze per il personale, una cucina «moderna con lavapiatti, sbucciapatate, lavaverdure, lavacarne e lavastoviglie». La colonia venne intitolata a Luigi Pierazzi, avvocato, politico e possidente, già presidente del Consiglio provinciale di Grosseto.
Dall'anno della fondazione della colonia, ogni ufficio sanitario locale stilò delle liste di bambini «poveri, gracili e malaticci» da mandare in colonia. La colonia marina nel 1937 arrivò a ospitare 1 700 bambini per un complesso di 85 433 giornate di presenza. Durante la seconda guerra mondiale l'edificio subì danni che ne ridussero l'ampiezza.

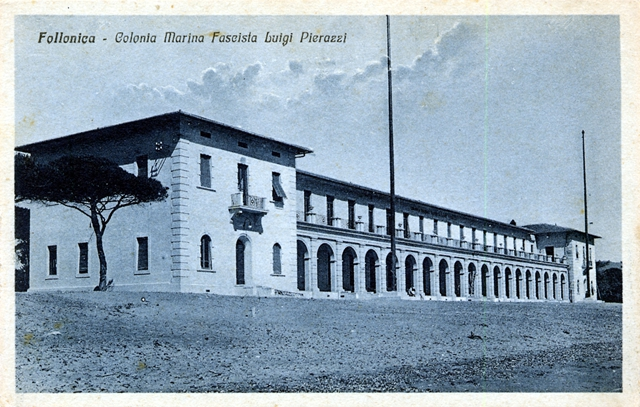
La colonia marina in una foto d'epoca

I bambini che venivano da famiglie povere erano ospitati gratuitamente. I bambini avevano un'età compresa tra i sei e i tredici anni. Durante il resto dell'anno nell'edificio c'era la sede di alcune aule della scuola elementare. L'attività della colonia Pierazzi fu interrotta nel 1941, quando l'edificio diventò un ospedale militare in seguito alla requisizione dei locali da parte dell'autorità militare. Fu occupata, poi, dai tedeschi, che la trasformarono in magazzino. All'arrivo degli alleati, prima di scappare verso i boschi di Montioni, i nazisti prelevarono tutti gli armamenti e fecero saltare il magazzino e il terrazzo che lo sovrastava. Il complesso risultò così diviso in due stabili, com'è ancora oggi.
Dalla fine degli anni '40 ha funzionato anche come rifugio per gli sfollati dell'alluvione del Polesine e per i profughi ungheresi fuggiti dalle repressioni sovietiche del 1956. I bambini dell'entroterra toscano, soprattutto da giugno a settembre, erano ospitati per le cure elioterapiche. 
Dal 1974 al 1992 è stata la sede di un doposcuola e, in seguito, della scuola media sperimentale di Follonica, esperienza innovativa e peculiare di scuola secondaria inferiore a tempo pieno, con laboratori pomeridiani e un'idea di relazione docente-discente meno autoritaria rispetto all'epoca. La scuola era pensata per andare incontro alle esigenze del quartiere Cassarello, quartiere operaio, povero, che presentava molteplici difficoltà e sfide educative:
(Iolanda Raspollini, Una scuola sul mare, 1995)
Finita l'esperienza della scuola sperimentale, la colonia è stata sede di molteplici associazioni, che l'hanno usata a vari fini, tra cui laboratori extrascolastici e formazione professionale. Uno dei ultimi eventi ospitati dalla struttura prima della sua chiusura, è stato il 1° Meeting delle Colline Metallifere "Campi di grano campi di battaglia" sul tema "Dalla guerra santa alla santità della pace: quando i conflitti si mascherano con la religione", realizzato nel giugno del 2001.

## Descrizione
L'edificio si estende per una lunghezza di 98 metri e, nella parte centrale, si allarga fino a 16 metri. Alle due estremità dello stabile, si evidenziano due quartieri laterali più ampi che raggiungono i 18 metri. La volumetria totale dell'aria è ci rica 1500 metri. La veranda del pian terreno, le cui arcate - al momento dell'edificazione - erano aperte e che ora risultano chiuse, ognuna sostenuta da un pilastro centrale, è di 72 metri di lunghezza per 4,5 metri di larghezza. La terrazza del primo piano ha una dimensione speculare alla veranda del pian terreno.